# Helicteres obtusa
Helicteres obtusa là một loài thực vật có hoa trong họ Cẩm quỳ. Loài này được Wall. ex Mast. mô tả khoa học đầu tiên năm 1874.